# 黒田有
黒田 有（くろだ たもつ、1970年〈昭和45年〉1月29日 - ）は、日本のお笑い芸人、タレント、俳優。お笑いコンビメッセンジャーのボケ担当。相方はあいはら雅一。

## 経歴

### 生い立ち・芸能界入り
大阪府東大阪市出身。母親が39歳のとき、男4人兄弟の末っ子として生まれる。小さいころに両親が離婚。父親は離婚後も近所に住んでいたが、黒田いわく「付き合いは全然なかった」という。黒田の母親は一人で子供4人を育てた。一家の生活はたいへん貧しく、様々なエピソードが生まれた（後述）。
1988年（昭和63年）大阪府立布施北高等学校卒業。料理店で修業をして板前として働き始めたのち（このため料理が得意である。後述）、大阪NSC10期生となる。1991年（平成3年）、あいはら雅一とともにメッセンジャーを結成。同期にはジャリズム・電車道などがいた。よしもとクリエイティブ・エージェンシー（2007年9月までは吉本興業）所属。デビューして間もないころ『たかじんnoばぁ〜』に出演し、ゲストの歌手に容赦なくツッコむ様子が司会のやしきたかじんに気に入られ、世話になる。独特のダミ声、毒のあるキャラクター、トークの面白さで主に関西のテレビ番組で人気となる。
2005年10月、日本テレビ『バリオク!』の司会を務め、初の東京レギュラー進出をする (2006年3月27日終了)。
2007年1月12日、自身が脚本・主演を務めたテレビドラマ『誰がパパやねん!』がNHKで放送された。制作費は300万円 (放送は近畿ブロックのみ)。後に舞台化された（後述）。また2008年、NSCの同期であるザ・プラン9のお～い!久馬と劇団「元祖黒久1・1・1」を旗揚げするなど、近年は俳優・脚本家として、また歌手・作詞家としての活動もおこなっている（後述）。

### 不祥事
2009年12月26日、黒田は大阪市中央区宗右衛門町のガールズバー「Pure」で料金支払いを巡ってトラブルを起こし、店長に一方的に暴行を行い、眼底骨折による全治2ヶ月の重傷を負わせたとして傷害容疑で大阪府警南警察署に逮捕された。黒田はこの不祥事を受けて芸能活動を自粛すると共に、レギュラー出演している番組も放送が中止される事態となった。黒田の所属するよしもとクリエイティブ・エージェンシーは事件発生時点では「事実関係を調査中です」とのみコメントした。
同日、昼の生放送ラジオ番組『それゆけ!メッセンジャー』（MBSラジオ）の冒頭で共演者で、黒田の相方のメッセンジャーあいはらとタレントの六車奈々が謝罪した。黒田の代役としてシャンプーハットのてつじが出演した。夕方の生放送テレビ番組『かんさい情報ネットten!』（読売テレビ）でもあいはらが謝罪した。同日夕方に放送が予定されていたテレビ番組『ナンボDEなんぼ』（関西テレビ）の特別番組はドラマの再放送に差し替えられた。『ナンボDEなんぼ』は後に放送打ち切りとなった。同日夜の全国ネットの『人志松本のすべらない話』（フジテレビ）の特別番組は編集が間に合わないという理由で収録日を示すテロップを表示した上でそのまま放送された。
2010年1月8日、大阪府警南署は店長のけがの程度について、ほおの骨折など約2か月の重傷とした当初の発表を頭部打撲など2週間のけがと訂正した。12日、大阪地方検察庁は被害者と示談が成立したことで、黒田を起訴猶予処分とし釈放した。黒田は同日20時より吉本興業本社にて記者会見を開き、経緯を説明した。黒田がレギュラー出演している『ごきげん!ブランニュ』（朝日放送）はこの日の放送（この年最初の放送予定であった。）は休止され、別番組が放送された。
留置場では「42番」と呼ばれ、本人曰く過去に小室哲哉や桑名正博が使った個室に通されたとのこと。謹慎中はペン字を習ったりDVDの鑑賞、愛犬の世話などで時間を過ごした。

### 復帰後
2010年4月4日から京橋花月の舞台で復帰し、自虐ネタを披露した。17日、復帰後初のレギュラーラジオ番組として『それゆけ!メッセンジャー』に復帰。12月、『漫才トラディショナル』（毎日放送）および『漫才マン』（関西テレビ）で新作漫才を披露するなどテレビ復帰を果たした。大みそかには全国ネット番組『今年も生だよ！新春6時間笑いっぱなし伝説〜2011年最も売れる吉本No.1芸人は誰だ!?～〜』のネタコーナーに出演した。ただし、黒田がレギュラー出演していた『ごきげん!ブランニュ』には復帰しておらず、漫才番組以外のテレビ番組にも出演していなかった。
2012年10月、5年ぶりとなる単独ライブ『漫才事変〜ニューウルトラスーパーダイナマイトネオメッセンジャー〜』をABCホールと浅草花月で開催。12月22日に放送された『メッセンジャー&なるみの大阪ワイドショー』（毎日放送）で久々にバラエティ番組に出演。同番組では山崎邦正と東京スカイツリーロケ、あいはらと関西在住の美魔女を訪問するロケ、月亭八光・トミーズ健と韓国に生レバーを食べに行く日帰り弾丸ツアーを行った。
2013年1月11日、生放送番組『プリプリ』（MBSテレビ）にゲストで登場し、3年ぶりに生放送番組に出演した。5月27日には『ごきげん!ブランニュ』の裏番組である『痛快!明石家電視台』（MBSテレビ）にゲストで登場した。6月22日には、復帰後初のレギュラーテレビ番組として『たかじんNOマネー』（テレビ大阪）に出演した。2019年2月21日、30歳の一般女性と結婚した。
2024年2月18日にクールジャパン大阪TTホールで生前葬が行われた。

## 人物・エピソード
- コンビであるが、ピンでの仕事が多い。司会業も務める。2006年8月5日放送の『たかじん胸いっぱい』で、「関西テレビの日曜お昼の枠で司会をやらせるなら誰?」のランキングで第1位を獲得。関西ではいじる（=番組を仕切る）側のキャラであるが、関東では逆にいじられることが多く、特に『アメトーーク!』では、司会の雨上がり決死隊から散々な目に遭っている。
- 独特の低い声が特徴で、本人は「麒麟の川島が出てくる前は、俺が吉本の“エエ声キャラ”やった」と自称している。
- 料理が得意である。出演番組で腕前を披露することがある[11]。2002年にふぐ調理師の免許を取得。
- 生クリームとゆで卵が大好物。ゆで卵は電子レンジで作ることもある。
- テレビ出演の際には、龍などの和柄風の上着を着ていることが多い。
- かなり几帳面な性格で、レシートや使用済みのメモ帳も、自宅にきちんと保管しているという。
- 女優・長谷直美の大ファンであり、子供の頃テレビに映る長谷に大人の女性を感じていた。『ごきげん!ブランニュ』の企画で、当時パリに在住していた長谷の元を訪ねたことがあり、「長谷直美に会う」という長年の夢を果たした。
- 初対面の笑福亭鶴瓶に「3万円を貸してください」とお願いして貸してもらった。それ以降、鶴瓶に会う度に「早よ金返せ!!」と催促されるという噂があったが、実際は既に返済している[12]。トミーズの雅にも10万円借りているが、これは返していない[要出典]。
- ロザン宇治原史規の話では、黒田のメールは絵文字をふんだんに使った、可愛らしいものであるという。免許取得中だった頃「教習日を代理で予約してほしい」というメールを宇治原に送った際、そのメールの最後には車の絵文字と「ブーン」という煙の絵文字が3つ使われていたという。
- 藤崎奈々子に一時好意を寄せていたが、テレビ番組内で玉砕した。また、国生さゆりとは、一時交際・同棲していた[1]。
- 2006年11月下旬ごろから左目にウイルス性の結膜炎を発症し、その影響で左目だけ二重まぶたになった。
- 兄とプラモデルを作る最中、水を持って行った時に母親の便で滑って、脳震盪を起こしたことがある[要出典]。
- 移動はもっぱら自転車や電車であったが、2007年7月にようやく運転免許証（AT限定）を取得。免許を取得した記念に制作された特別番組では練習と称して、たむらけんじのメルセデス・ベンツ・Mクラス、ブラックマヨネーズ小杉のBMW・3シリーズなどを勝手気ままに（私有地で）乗り回した。W204型メルセデス・ベンツ・Cクラス300アヴァンギャルドSを購入し、藤崎や坂田利夫とドライブする様子も放送された。

### 極貧
極貧家庭で生まれ育ち、以下のような幼少時代の貧乏話を頻繁にネタにしている。
- 幼少のころ家で寝ていたら、家の中に食べるものが全く無くて腹を空かせたネズミに左耳をかじられてしまった。そのために左耳たぶが欠けている。これに関して黒田本人は「リアルドラえもんになるところだった」と言い張っている[13]。
- 幼い頃にいも類やカボチャばかり食べさせられたため、今ではそれらをあまり食べなくなった[2]。
- 黒田の育った家は文化住宅の2階[14] で、6畳と4畳半の二間。端にあるトイレは汲み取り式で、夏になるとアンモニア臭がひどく呼吸ができないほど[14] で、用を足していた母が倒れることがあったという[15]。そのため、黒田にとっての贅沢は「奇麗なトイレでゆっくりできる」ことである[15]。
- 子供のころは超合金の写ったチラシを枝に付けて「超合金ごっこ」で遊んでいた。大人になった今では、子供のころに出来なかった分、超合金の収集を趣味としている。
- 小学校低学年のころ絵画教室に通っていたが月謝を滞納していた。そのせいで絵画の先生に差別的に扱われていたことが未だにトラウマとして残っている。
- 正月近所の「お好み焼屋のおっちゃん」に、お年玉500円を貰ったことがある。黒田少年が冬空の下、短パン姿でこぶしを握り締め、そこから血がポタポタ滴って足元を寂しげに濡らしているのを「おっちゃん」が発見。あまりにも不憫だと思い、衝動的に渡したという。
- 天かすをタダで譲ってもらうため、台風通過のさなか、店の前に2時間以上立っていたことがある。体型に不釣り合いな父親のランニングシャツのみのいで立ち（パンツを穿いていない）だったので、遠目からは女児のスカートのように映っていた。長時間暴風雨に晒されビショビショになっていたため、下腹部が透けて見えていたという。それを見て良心の呵責を感じた店主がやむを得ず大量の天かすを渡したという。
- 小学生高学年の頃、パンのクズを集めてパンを拵えたことがある。相方のあいはらと初対面時にそのエピソード、工程を得意げに語った。あいはらにとって、人生の残酷さを生まれて初めて悟った瞬間であったという。
- 修学旅行の旅費が払えなかったため、当初は旅行に行く予定はなかったのだが、クラスメイトによるカンパのおかげで修学旅行に行けることとなった。黒田はこの旅行をクラスメイトへの感謝も相俟って心の底から楽しんだ。
- 玉子焼き用のフライパンを見て、その小ささに自分よりも貧乏な人がいるものだと喜んでいたが、最近まで玉子焼き用だということを知らなかった。
- 極貧過去のプライドと「黒田有物語」を完成させるため、相方・あいはら雅一より先に人生を閉じる場合、遺影や戒名、遺品、財産処理に至るまで、気心知れた唯一信頼できるあいはらに一任することを希望しているという。あいはらはすでに“一番のボケどころ”として「無い無いづくし」という戒名を考え寺側と調整している。
- 2005年10月20日、自宅が空き巣の被害に遭うが、貯金箱がアダルトビデオの山に隠れていたためビール券のみの被害で済んだ。しかし、スポーツ新聞の報道で「黒田、空き巣」（横に小さく「被害」）と掲載されたことから貧乏キャラと相まってファンや芸人仲間から「黒田が空き巣に入った」と勘違いされた（勿論、冗談である）。

### 飲み会
- 酒好きで、若手芸人を連れてよく飲みに行く。この会合は「黒田会」（または「ブラックコール」）と呼ばれている。下林朋央（ファミリーレストラン）は呼びかけにすぐに応じる。下林以外のメンバーには高橋茂雄（サバンナ）、後藤輝基（フットボールアワー）、てつじ（シャンプーハット）、宇治原史規（ロザン）、ノブ（千鳥）、林健（ギャロップ）、本坊元児（ソラシド）がいる。
- トミーズ雅の自宅で行われた飲み会で、メッセンジャーの2人は若手芸人たちと訪れたが、黒田の酔いの性質が悪くなっていることを察したあいはらが若手芸人たちとともに会場だった本宅を脱出。同じ敷地内の別宅で和気あいあいと飲み会を再開する。あいはらが様子を見に行くと、黒田は飲み会に参加していた徳山昌守選手と頭突き合いをしていたという。その後、別宅での飲み会が終わり、律儀に挨拶したシャンプーハット・小出水が黒田につかまって本宅に引きずり込まれている様子を、他の芸人たちはタクシーの後ろ窓から泣く泣く見送った（チュートリアル徳井義実、すっちー談）。
- 外国人に対して「おまえどこ中（学校）や?」と尋ねた（たむらけんじ談）。
- 若手芸人を呼んでギターを弾き語り、無理やり何曲も聞かせることがある（サバンナ高橋ほか談）。
- 関西芸人の憩いの場でもある居酒屋「たこしげ」のマスターが「黒田だけは絶対許さへん!!」と息を巻いている。聞くと、東京で知名度が上がりだしたせいで調子に乗り、酔った勢いで「こんな不味いモンが食えるか!!」と言ったという（東野幸治談）。
- たむらは「絶対に憧れの先輩ではない」と言い切っている。しかし、なぜかどんなに酷い目に遭わされてもまた近づきたくなる雰囲気をもった独特の魅力をもった人間だとも語っている。
- 松竹芸人との酒の席で、先輩芸人に呼ばれたオセロの松嶋尚美にキスをした。
- 淡路に新居を構え、後輩達からはよく「遊びに行きたい」と言われるらしいが誰一人として遊びに来ていない。相席食堂の黒田食堂という企画にて一部軍団員が初めて来た。

### 母
- 和洋裁の針子で生計を立て、4人の子供を育てた[2]。
- 牛乳パックで椅子を作るのが趣味。
- 脱肛痔である。そのせいで便が出にくく、ひどい時は2週間に1回ぐらいしか出ないという。
- その後2015年4月30日に亡くなっている。

## 出演

### テレビバラエティ
現在のレギュラー出演
- ちゃちゃ入れマンデー（関西テレビ、2014年4月28日 - ）
- 旬感LIVE とれたてっ!（関西テレビ、2023年10月5日 - ）- 木曜レギュラー
- よんチャンTV（毎日放送、2024年3月29日 - ）- 金曜隔週レギュラー
- ゼニガメ（毎日放送、2024年5月8日 - ）- MC
- 大阪おっさんぽ（テレビ大阪、2024年10月5日 - ）[16]

過去のレギュラー出演
- なるトモ!・月曜レギュラー（読売テレビ、2004年4月 - 2009年3月23日）
- あなたにありがとう「レンタル黒田くん」（関西テレビ）
- 昼あがり!どまんなか「屋台黒田くん」（関西テレビ）
- 2時ワクッ!・水曜（関西テレビ）
- 水野真紀の魔法のレストラン（毎日放送）
- バリオク!（日本テレビ）
- くろだ荘の宴（関西テレビ、2007年1月 - 3月）
- かんさい情報ネットten!（読売テレビ、2009年4月 - 2009年12月）
- ナンボDEなんぼ（関西テレビ、2000年10月 - 2009年12月）
- あさパラ!（読売テレビ）
- ごきげん!ブランニュ（朝日放送） - 当初は相方とコンビで出演していたが、上記の不祥事後はあいはらのみが出演。ABCの2010年春の改編会見では、黒田の処遇については「謹慎処分中でもあり、決まっていないが、降板はしていない」と説明されていたが、2016年3月に番組が終了するまで復帰することはなかった。
- たかじんNOマネー〜人生は金時なり〜（テレビ大阪、2013年6月22日 - 2015年6月27日）
- わざわざ言うテレビ（テレビ大阪、2015年11月10日 - 2017年6月26日）[17]
- きよし・黒田の今日もへぇーほぉー（朝日放送、2016年4月4日 - 2017年9月27日）[18]
- データで解析!サンデージャーナル（テレビ愛知、2016年4月17日 - 2022年9月25日）

特別番組
- もんくもん（読売テレビ、2014年 - ）
- 天神祭生中継（テレビ大阪、2024年 - ）- MC

### テレビドラマ
- 新・人間交差点 引退記者のファイル（NHK 2006年8月 - 9月）
- 誰がパパやねん!（NHK 2007年1月12日） - 原作・主演
- ジャッジ 〜島の裁判官奮闘記〜II（NHK 2008年11月22日）
- 六畳間のピアノマン 第1話（NHK 2021年2月6日）
- 連続テレビ小説 ブギウギ（NHK 2023年10月2日 - 2024年3月29日） - 坂口 役[19]
- こんばんは、朝山家です。 第4話・第5話（朝日放送・テレビ朝日 2025年8月3日・17日） - ラジオDJ 役[20]

### ラジオ
- それゆけ!メッセンジャー（MBSラジオ） - 相方とコンビで出演。

### ネット配信
- 社会派討論バラエティ IKUSA （ニコニコ生放送）

### 映画
- ブラック・ジャック ふたりの黒い医者（2005年12月） - 声の出演

### 舞台
- ROPE（2006年4月、ワッハ上方） - この公演の冠スポンサーがすぐ上の兄の勤務する明治製菓で、観客全員にXYLISH（キシリッシュ）が配られた。
- 味噌soup（2007年9月東京・10月大阪） - 石井正則らと共演。
- 2009年4月、劇団「元祖黒久1・1・1」の第2回公演『はし』を公演する。原作は、山崎邦正著の『ヘラクレス』。
- 元祖黒久1・1・1 旗揚げ公演「ふね」（2008年6月6日ｰ9日、HEP HALL） - 脚本・出演：黒田有
- 京橋花月の夜芝居『パパ』（2008年8月、原作：NHKドラマ『誰がパパやねん!』）
- 京橋花月 よる芝居こけら落とし公演『かさ』（京橋花月、2008年12月） - 黒田有の書き下ろし戯曲第2弾。芸能プロダクションマネージャー 河野一郎 役。
- 元祖黒久1・1・1 第2回公演「はし」（2009年4月9日-12日、HEP HALL／7月5日、ルミネtheよしもと） - 原作：山崎邦正「ヘラクレス」、脚色・脚本：黒田有。田崎真人(ヘラクレス) 役
- 「RUN」〜ベイブルース 25歳と364日〜（京橋花月、2011年11月） - 演出公演
- 『吉本百年物語 〜百年感謝 これからもよろしく〜』（なんばグランド花月、2013年3月） - 柳家三亀松 役
- 『ポストへ』（大丸心斎橋劇場、2013年10月） - プロデュース公演
- ABCホールプロデュース公演第5弾「だーてぃーびー 〜汚れたテレビ〜」（2016年、作・演出：後藤ひろひと） - 土橋雄太 役
- 『フードコートのランスちゃん』（ABCホール、2019年5月） - 作・演出：黒田たもつ
- 『VS.』（ABCホール、2025年7月〈予定〉） - 作・演出：村角太洋[21]

### トークライブ
『たもつくん、ポイ!』
- 黒田が東京で行う一晩限りのトークライブ。
- タイトルは『たけしくん、ハイ!』をもじったもの（2006年3月27日の『なるトモ!』の生放送中に決定した）。
- トークライブを提案したのはフットボールアワーの後藤輝基。最初にゲストに呼ぶ予定だった（この回のゲストはサバンナの高橋茂雄）。だが、仕事の都合で参加できず、2回目（12月の回）のゲストとして登場した。
- 黒田にとっては「ガス抜き」となっているようで「月に1度のペースでやりたい」と言っていた。しかし、チケット代からもろもろの経費を差し引くと「ギャラは1万円くらいにしかならない」とも言っていた。
- 2006年5月に「たもつくん、ポイ!」が行われた時には、トークライブのチケットはオークションで正規の入場料である￥2,000の10倍以上の値（￥27,000）がついていた。黒田はこのことをかなり懸念していた。
- 2007年6月、同じく東京・新宿でトークライブ『たもつくん、ポイ! 3』が行われた（ゲスト:ケンドーコバヤシ）。
- 2008年1月、新宿ではなく東京・目黒の会場にてトークライブ『たもつくん、ポイ!　4』が行われた。この回ではゲストが2人呼ばれた（ゲスト:中川剛〈中川家〉、田村裕〈麒麟〉）。
- 2009年2月、東京・新宿でトークライブ『たもつくん、ポイ! 5』が行われた（ゲスト:宮崎哲弥、岡田圭右〈ますだおかだ〉）。
- 5月、東京・下北沢でトークライブ『たもつくん、ポイ! 6』が行われた（ゲスト:勝谷誠彦、八木真澄〈サバンナ〉）。

その他
- 2008年9月、ヨシモト∞ホール大阪にて山本浩之アナウンサーとのトークライブ『クロダ☆ヤマヒロのサミット☆ハジメマシタ』が開催された。

## 音楽
- 2007年8月15日、『なるトモ!』から派生した音楽ユニット「コバクロ」を結成。松本隆博（松本人志の実兄）作曲のデビュー曲『わくわくしない世代』が持ち歌である。
- 2008年10月29日、「タモツ&マキ」として“貧乏な生い立ち”という共通点を持つ宇都宮まきとムード歌謡曲『今宵、なすびで。／プアー』をリリース。『プアー』の作詞を担当。
- 2008年5月12日発売のガガガSPのアルバム『金くれ!!愛くれ!!自由くれ!!』では『いちょうの葉』を作詞[22]。

## 交友関係
- 山本浩之（元関西テレビアナウンサー）
- 月亭方正
- なるみ
- 中川家
- ますだおかだ
- ケンドーコバヤシ
- サバンナ
- シャンプーハット
- フットボールアワー
- ロザン
- 月亭八光
- 千鳥
- ギャロップ
- ちはる

- 清水キョウイチ郎 - 2006年11月4日逝去（享年41）。生前、相方のあいはら（かつて、あいはらをリーダーとする“パラ軍団”の一員でもあった）と共に面倒を見ていた。告別式では高山トモヒロと共に芸人仲間を代表して弔辞を読んだ。